# تشارلي فرنسيس
تشارلي فرنسيس هو منافس ألعاب قوى كندي، ولد في 13 أكتوبر 1948 في تورونتو في كندا، وتوفي في 12 مايو 2010 بسبب لمفوما.

## وصلات خارجية
- تشارلي فرنسيس على موقع أوليمبيديا (الإنجليزية)